# Sandoná (ort)
Sandoná är en ort i Colombia.   Den ligger i departementet Nariño, i den sydvästra delen av landet, 500 km sydväst om huvudstaden Bogotá. Sandoná ligger 1 817 meter över havet och antalet invånare är 10 401.
Terrängen runt Sandoná är huvudsakligen bergig, men den allra närmaste omgivningen är kuperad. Runt Sandoná är det ganska tätbefolkat, med 160 invånare per kvadratkilometer. Närmaste större samhälle är Samaniego, 15,2 km väster om Sandoná. I omgivningarna runt Sandoná växer i huvudsak städsegrön lövskog.